# За Тёмными лесами
Эта статья о книге. Статья о фильме называется Воздушные пираты: За Тёмными лесами (фильм).
«За тёмными лесами» — первая книга серии «Воздушные пираты». Вышла в Великобритании 1 сентября 1999. В России вышла в 2003.

## Сюжет
Герой книги Прутик, брошенный при рождении в Лесах, был усыновлен лесными троллями. Чувствуя себя изгоем среди чужого племени, он совершает немыслимый для жителя Лесов поступок — сходит с тропы. И с этого момента погружается в водоворот опасных событий и головокружительных приключений. На каждом шагу его подстерегают страшные и уморительно смешные существа: душегубцы, сиропные гоблины, злыднетроги и другие обитатели этого мира, но несмотря ни на что Прутик продолжает путь. Его цель — узнать своё прошлое и понять собственное предназначение. В конце он находит отца - Облачного Волка.

## Персонажи
- Прутик — главный герой.
- Спельда — приёмная мать Прутика
- Тунтум — приёмный отец Прутика.
- Хрящик
- Крепышка
- Мамочка Татум
- Черепушка
- Птица-Помогарь
- Гнилосос
- Мэг
- Мать Мэг
- Балабола
- Кряж
- Облачный Волк — отец Прутика, капитан воздушных пиратов.
- Тем Кородёр
- Хитрован
- Окурок
- Каменный Пилот
- Железная Челюсть
- Буль
- Хрумхрымс

## Отзывы критики
- Pavel Romanov. Пол Стюарт, Крис Риддел. Воздушные пираты. За тёмными лесами. Tendresse.ru (12 марта 2007). Дата обращения: 20 октября 2013.
- А. Копейкин. Стюарт П., Риддел К. За Тёмными Лесами / Пер. с англ. Ю.Шор; Ил. К.Риддела. — СПб.: Азбука-классика, 2003. — 361 с.: ил. — (Воздушные пираты). (недоступная ссылка — история). «Библио-гид» (23 июля 2003). Дата обращения: 20 октября 2013.
- Дарья Варденбург. За темными лесами (недоступная ссылка — история). Афиша (14 июля 2003). Дата обращения: 20 октября 2013.